# 堀田正春
堀田 正春（ほった まさはる）は、江戸時代中期の大名。出羽国山形藩主。官位は従四位下・相模守。正俊系堀田家4代。

## 生涯
正徳5年（1715年）、堀田正直（初代藩主・堀田正虎の養嗣子）の長男として誕生した。享保2年（1717年）8月に父が早世したため、正虎の世子となり、享保14年（1729年）に養父が死去したため家督を相続した。このとき、養父の甥・正亮（堀田正武の長男）に出羽村山郡3000石を分与している。
しかし在任2年後の享保16年（1731年）2月9日に死去した。享年17。継嗣がなかったため、正亮が跡を継いだ。

## 系譜
- 父：堀田正直（1689年 - 1717年）
- 母：清水氏
- 養父：堀田正虎（1662年 - 1729年）
- 正室：無し
- 養子
  - 男子：正亮 - 堀田正武の長男